# Gold Diggers 1937
Gold Diggers 1937 är en amerikansk musikalfilm från 1936 i regi av Lloyd Bacon, med koreografi av Busby Berkeley. I huvudrollerna ses Dick Powell och Joan Blondell (som var gifta vid tiden), samt Glenda Farrell och Victor Moore. Filmen är baserad på pjäsen Sweet Mystery of Life av Richard Maibaum, Michael Wallach och George Haight, som spelades på Broadway 1935.
Detta är den femte filmen i Warner Bros. serie av "Gold Digger"-filmer, de första var Guldspindlar (1923) och Gold Diggers of Broadway (1929). Sedan följde nyinspelningen av de tidigare filmerna Gold Diggers 1934 (som är den första där Busby Berkeleys extravaganta synkroniserade koreografinummer finns med) och Gold Diggers of 1935. Filmen följdes av Gold Diggers i Paris (1938).

## Rollista i urval
- Dick Powell - Rosmer 'Rossi' Peek
- Joan Blondell - Norma Perry
- Glenda Farrell - Genevieve 'Gen' Larkin
- Victor Moore - J. J. Hobart
- Lee Dixon - Boop Oglethorpe
- Osgood Perkins - Morty Wethered
- Charles D. Brown - Mr. Tom Hugo
- Rosalind Marquis - Sally LaVerne
- Irene Ware - Irene
- William B. Davidson - Andy Callahan
- Olin Howland - Dr. MacDuffy
- Charles Halton - Dr. Bell